# 澄江街道 (宣城市)
澄江街道，是中华人民共和国安徽省宣城市宣州区下辖的一个乡镇级行政单位。

## 行政区划
澄江街道下辖以下地区：
塔影社区、思佳社区、澄江社区、城北社区、庙埠村和花园村。